# Richard Stillwell
Richard Stillwell (geboren am 16. Oktober 1899 in Niagara Falls, New York; gestorben am 27. Juli 1982 in Providence, Rhode Island) war ein US-amerikanischer Architekturhistoriker und Klassischer Archäologe.
Richard Stillwell wuchs in Lakewood, Connecticut, auf und besuchte als Vorbereitung auf sein Studium die Pomfret School in Pomfret. Den Grad eines Bachelor an der Princeton University erlangte er 1921. Es folgte ein Studium der Architekturrestaurierung, unter anderem in Frankreich, das er 1924 in Princeton mit dem Master of Fine Arts in Architektur abschloss. Der Philologe Edward Capps, Professor of Classics an der Princeton University, holte ihn im Anschluss als Fellow für Architektur an die American School of Classical Studies in Athen, in deren Vorstand Capps seit 1908 war. Hier kam Stillwell zum ersten Mal mit den monumentalen Hinterlassenschaften griechischer Architektur in Berührung und sammelte erste Erfahrungen in Archäologie, insbesondere während der Ausgrabungen der American School in Korinth. Im Jahr 1926 kehrte er nach Princeton als Instructor zurück und durchlief eine akademische Karriere, die ihn 1954 zum Professor of Art and Archaeology und 1959 zum Howard Crosby Butler Memorial Professor in Princeton führte. Diesen Lehrstuhl hatte er bis zu seiner Emeritierung 1967 inne.
Zugleich war er sein ganzes Leben der American School of Classical Studies verbunden. Von 1928 bis 1931 war er dort Assistant Professor of Architecture, 1931 bis 1932 stellvertretender Direktor und von 1932 bis 1935, freigestellt von der Universität, Direktor der American School. In diesen Jahren war er zudem Ausgrabungsleiter der Korinthgrabung und der federführende Architekt der von John D. Rockefeller finanzierten Ausgrabungen auf der Athener Agora. 1933 bis 1939 war er an den Ausgrabungen der Universität Princeton in Antiochia am Orontes beteiligt.
Während des Zweiten Weltkriegs diente er von 1942 bis 1945 als Lehrer der United States Navy in Quonset Point und wurde in dieser Zeit vom Lieutenant zum Lieutenant Commander befördert. Nach dem Krieg kehrte er 1947/48 nach Griechenland zurück und lehrte neben seiner Tätigkeit in Princeton als Professor für Architektur an der American School. Angestoßen durch Erik Sjöqvist, bis 1948 Direktor des Svenska Institutet i Rom und seit 1951 ebenfalls Professor in Princeton, begann die Universität 1953 Ausgrabungen im sizilischen Morgantina und von 1955 bis 1963 und noch einmal 1966/67 teilten sich Sjöqvist und Stillwell die Grabungsleitung.
Nebenbei war Stillwell ab 1954 Chefredakteur des American Journal of Archaeology, eine Aufgabe, die er bis 1973 ausfüllte. Im Anschluss gehörte er zu den Herausgebern der Princeton Encyclopedia of Classical Sites, einem lange Zeit grundlegenden und auch heute noch viel genutzten Nachschlagewerk zur antiken Topographie und Städtekunde.

## Publikationen (Auswahl)
- Antioch on-the-Orontes. Band 2: The excavations 1933-1936. Princeton University Press, Princeton N. J. 1938.
- Antioch-on-the-Orontes. Band 3: The excavations of 1937-1939. Princeton University Press, Princeton N. J. 1941.
- Corinth. Band 1, 2: Architecture. Harvard University Press, Cambridge, Mass. 1941.
- Corinth. Band 2: The Theatre. American School of Classical Studies at Athens, Princeton, N. J. 1952.
- The Chapel of Princeton University. Princeton University Press, Princeton, N. J. 1971.
- mit William L. MacDonald, Marian Holland McAllister (Hrsg.): The Princeton Encyclopedia of Classical Sites. Princeton University Press, Princeton, N. J. 1976, ISBN 0-691-03542-3.